# Lucrecia Martel

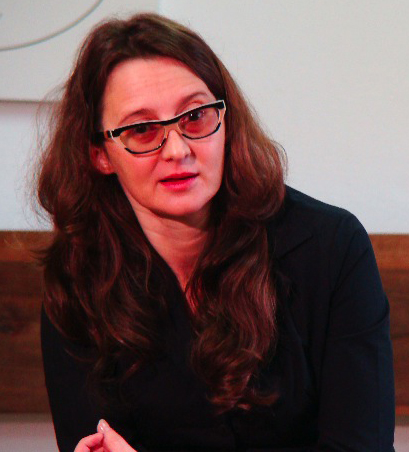
Lucrecia Martel (2008)

Lucrecia Martel (* 14. Dezember 1966 in Salta) ist eine argentinische Filmregisseurin und Drehbuchautorin.

## Biografie
Martel wurde 1966 in der Hauptstadt der gleichnamigen Provinz Salta im Nordwesten Argentiniens geboren und begann bereits als Jugendliche, ihre Familie auf Video zu bannen. Im Alter von zwanzig Jahren zog Martel für ein Kommunikationsdesign-Studium nach Buenos Aires. Sie studierte an der Avellaneda Experimental (AVEX) und besuchte einen Zeichentrick-Kurs der Nationalen Filmschule für Experiment und Regie (E.N.E.R.C.). Ende der 1980er Jahre fing sie zusammen mit Kommilitonen an, erste Kurzfilme zu realisieren. In dieser Zeit begann auch eine Reihe anderer junger argentinischer Regisseure, sich einen Namen zu machen, unter ihnen Adrián Caetano, Jorge Gaggero, Sandra Gugliotta, Ulises Rosell und Juan Bautista Stagnaro. Nach den Animationsfilmen 56, El („Er“, 1988) und Piso 24 („24. Stockwerk“, 1989) und dem 24-minütigen Kurzfilm Besos rojos („Rote Küsse“, 1991) übernahm Martel ab 1995 die Regie bei der Dokumentarserie D.N.I. („Personalausweis“), die sie auch selbst produzierte. Im selben Jahr entstand der Kurzfilm Rey muerto („Toter König“), mit dem Lucrecia Martel erstmals international auf sich aufmerksam machen konnte. In dem 12-minütigen Werk nahm sie sich den Manieriertheiten ihrer Heimatregion an und schilderte eine Geschichte um Rache und Gewalt im nordwestlichen Argentinien. Dafür wurde Martel 1995 auf dem Havana Film Festival preisgekrönt. Ein Jahr später stand Besos rojos auch im Wettbewerb des Internationalen Filmfestivals von Mannheim-Heidelberg, wo er sich dem 20-minütigen Beitrag Sønnen des Norwegers Ketil Kern geschlagen geben musste.
Sechs Jahre nach dem Erfolg von Besos rojos realisierte Lucrecia Martel ihren ersten Spielfilm, für den sie auch das Drehbuch verfasste. La Ciénaga – Morast erzählt die Geschichte von zwei Frauen (gespielt von Graciela Borges und Mercedes Morán) in den Fünfzigern, die mit ihren Familien ihre Ferien in Salta, Martels Geburtsstadt, verbringen. Der Film, der von Kritikern als elegante Studie über die Dekadenz der argentinischen Mittelklasse bewertet wurde, war 2001 im Wettbewerb der Internationalen Filmfestspiele von Berlin vertreten und wurde mit dem Alfred-Bauer-Preis für das beste Erstlingswerk prämiert. Weiterhin erhielt Martel unter anderem die Preise als Beste Regisseurin auf dem Havana Film Festival und von der Vereinigung der argentinischen Filmkritiker zugesprochen und wurde von Pedro Almodóvar gelobt. Der renommierte spanische Regisseur zählte La Ciénaga – Morast zu seinen Lieblingsfilmen des Jahres 2001. 2002 wurde Martel in die internationale Jury der Filmfestspiele von Berlin berufen, wo sie unter anderem gemeinsam mit Mira Nair und Oskar Roehler ex aequo Paul Greengrass’ Bloody Sunday und dem Zeichentrickfilm Chihiros Reise ins Zauberland von Hayao Miyazaki den Goldenen Bären zusprach.
2004 folge Lucrecia Martels zweiter Spielfilm La niña santa – Das heilige Mädchen, der von Pedro Almodóvar produziert wurde und in einem Hotel in ihrer Heimatstadt spielt, das die Filmemacherin seit ihrer Kindheit kannte. Erzählt wird die Geschichte der jungen Amalia (gespielt von María Alché), die in einem heruntergekommenen Thermenhotel mit ihrer Mutter (Mercedes Morán aus La Ciénaga – Morast) lebt. Als ein HNO-Ärztekongress vor Ort tagt, beginnt sich das 15-jährige Mädchen dem pädophilen Arzt Dr. Jano (Carlos Belloso) zu widmen, um diesen nicht ganz uneigennützig zu erretten. Das Werk der Filmemacherin, die La Niña santa als „Märchen von gut und böse“ bezeichnete, konkurrierte 2004 im Wettbewerb der Internationalen Filmfestspiele von Cannes, unterlag aber dem Goldenen-Palmen-Gewinner Fahrenheit 9/11 von Michael Moore. Zwei Jahre später gehörte Lucrecia Martel, die sich als eine der wenigen Regisseurinnen im südamerikanischen Kino etabliert hat, neben unter anderem Wong Kar-Wai, Patrice Leconte und Elia Suleiman zur Wettbewerbsjury der 59. Internationalen Filmfestspiele von Cannes, die Ken Loachs Kriegsdrama The Wind That Shakes the Barley zum besten Film des Festivals kürte.
2008 war Martel mit dem Spielfilm Die Frau ohne Kopf (La mujer sin cabeza, 2008) zum zweiten Mal im Wettbewerb der 61. Filmfestspielen von Cannes vertreten. Das Drama erzählt die Geschichte einer Frau, deren Leben nach einem scheinbar harmlosen Autounfall aus dem Gleichgewicht gerät, blieb aber unprämiert. Im selben Jahr wurde sie in die Wettbewerbsjury der 65. Filmfestspiele von Venedig unter dem Vorsitz des deutschen Regisseurs Wim Wenders berufen.
2009 bis 2010 versuchte Martel vergeblich, einen Science-Fiction-Film zu realisieren, der auf dem argentinischen Comic El Eternauta basieren sollte.
Erst 2017 stellte sie beim Filmfestival von Venedig ihren nächsten Spielfilm Zama vor. Er basiert auf dem Roman Zama wartet von Antonio di Benedetto und erzählt aus dem Leben des Verwaltungsbeamten Don Diego de Zama, der 1790 auf seine Versetzung aus einer abgelegenen Küstenstadt – möglicherweise Asunción – wartet. Zama ist der erste Spielfilm von Martel, der nicht in ihrer Heimatstadt Salta spielt und eine männliche Hauptrolle hat. Er wurde von Pedro Almodóvar mitproduziert und war der Beitrag, mit dem Argentinien sich 2017 für den Auslands-Oscar bewarb. Zama wurde von Sight & Sound zu einem der besten Filme des Jahres 2018 gewählt und gewann eine Reihe von Auszeichnungen.
2019 wurde Martel als Juryvorsitzende des 76. Filmfestivals von Venedig ausgewählt. Im selben Jahr gestaltete sie einen zweiminütigen Kurzfilm als Trailer für die Viennale.
Die Berlinale zeigte 2021 den dokumentarischen Kurzfilm Terminal Norte, den Martel während der Corona-Pandemie in ihrer Heimat Salta drehte. Martel begleitet darin ihre langjährige Lebensgefährtin, die Sängerin Julieta Laso, bei Treffen mit anderen argentinischen Musikerinnen.
2024 war Martel Ehrengästin des Dokumentarfilmfestivals Visions du Réel in Nyon. Sie sprach dort über Chocobar, ihren ersten Dokumentarfilm, an dem sie seit Jahren arbeitet. Der Film beschäftigt sich mit dem Mord am indigenen Menschenrechtler Javier Chocobar und damit zusammenhängenden historischen und politischen Hintergründen. Martel arbeitet nach eigener Aussage momentan am Schnitt.

## Filmografie

### Regie
- 1988: 56, El (Kurzfilm)
- 1989: Piso 24 (Kurzfilm)
- 1991: Besos rojos (Kurzfilm)
- 1995: D.N.I. (Fernsehserie)
- 1995: Rey muerto (Kurzfilm)
- 2001: La Ciénaga – Morast (La Ciénaga)
- 2004: La niña santa – Das heilige Mädchen (La niña santa)
- 2008: Die Frau ohne Kopf (La mujer sin cabeza)
- 2010: Nueva Argirópolis (Kurzfilm)
- 2010: Pescados (Kurzfilm)
- 2011: Muta (Kurzfilm)
- 2017: Zama
- 2019: AI (Kurzfilm)
- 2021: Terminal Norte (Dokumentarfilm)
- 2022: Camarera de Piso (Kurzfilm)

### Drehbuch
- 1995: Rey muerto (Kurzfilm)
- 2001: La Ciénaga – Morast (La Ciénaga)
- 2004: La niña santa – Das heilige Mädchen (La niña santa)
- 2008: Die Frau ohne Kopf (La mujer sin cabeza)
- 2010: Nueva Argirópolis (Kurzfilm)
- 2011: Muta (Kurzfilm)
- 2017: Zama
- 2021: Terminal Norte (Dokumentarfilm)
- 2022: Camarera de Piso (Kurzfilm)

## Auszeichnungen
Asociación de Cronistas Cinematográficos de la Argentina
- 2002: Bestes Erstlingswerk, nominiert in den Kategorien Beste Regie und Bestes Original-Drehbuch für La Ciénaga – Morast
- 2009: nominiert in der Kategorie Beste Regie für Die Frau ohne Kopf

Berlinale
- 2001: Alfred-Bauer-Preis, nominiert für den Goldenen Bären für La Ciénaga – Morast

Internationale Filmfestspiele von Cannes
- 2004: nominiert für die Goldene Palme für den Besten Film für La niña santa – Das heilige Mädchen
- 2008: nominiert für die Goldene Palme für den Besten Film für Die Frau ohne Kopf

Clarin Entertainment Awards
- 2004: Beste Regie für La niña santa – Das heilige Mädchen

Internationales Festival des Neuen Lateinamerikanischen Films
- 1995: Bester Kurzfilm für Rey muerto
- 2001: Beste Regie und Gran Coral für La Ciénaga – Morast

Lateinamerikanische MTV Movie Awards
- 2002: nominiert in der Kategorie MTV South Feed (mostly Argentina) – Favorite Film für La Ciénaga – Morast

Internationales Filmfestival Mannheim-Heidelberg
- 1996: nominiert in der Kategorie Bester Kurzfilm für Rey muerto

Lima Latin American Film Festival
- 2008: Kritikerpreis für Die Frau ohne Kopf

Locarno Film Festival
- 2020: Leopard für Chocobar

Rio International Film Festival
- 2008: FIPRESCI-Preis für Die Frau ohne Kopf

Sundance Film Festival
- 1999: NHK-Award für La Ciénaga – Morast

São Paulo International Film Festival
- 2004: Kritikerpreis – Ehrenvolle Erwähnung für La niña santa – Das heilige Mädchen

Toulouse Latin America Film Festival
- 2001: Grand Prix und Französischer Kritikerpreis als Neuentdeckung für La Ciénaga – Morast

Uruguay International Film Festival
- 2001: Preis für das beste Erstlingswerk – Lobende Erwähnung für La Ciénaga – Morast